# The Great Victor Herbert
The Great Victor Herbert (br: Sonho Maravilhoso) é um filme estadunidense de 1939, do gênero biografia musical, dirigido por Andrew L. Stone. Ainda que o título sugira uma biografia do compositor de operetas, bastante operoso entre o final do século XIX e as décadas iniciais do século XX, pouco de sua vida é mostrada; ao invés disso, suas obras pontuam a ação, que gira em torno do relacionamento de um casal que, supostamente, faria parte do elenco do artista.
Além das indicações para o Oscar de Melhor Trilha Sonora e de Melhor Gravação de Som, o filme recebeu outra, não-oficial, de Melhor Fotografia em preto e branco (constou apenas de uma lista preliminar).

## Sinopse
Louise Hall sai de uma pequena cidade do interior para vencer como cantora em Nova Iorque. Lá conhece e casa-se com John Ramsey, astro das óperas de Victor Herbert. Com o tempo, a estrela de Louise passa a brilhar mais que a de John e, para não abalar seu casamento, ela abandona a carreira. A essa altura, John já não é chamariz de bilheteria e culpa Louise, que o abandona e parte para a Suíça, com a filha Peggy. Mais tarde, o casal se reúne novamente e outros problemas aparecem.

## Elenco
| Ator/Atriz      | Personagem     |
| --------------- | -------------- |
| Allan Jones     | John Ramsey    |
| Mary Martin     | Louise Hall    |
| Walter Connolly | Victor Herbert |
| Lee Bowman      | Richard Moore  |
| Susanna Foster  | Peggy          |
| Judith Barrett  | Marie Clark    |
| Jerome Cowan    | Barney Harris  |

## Principais prêmios e indicações
| Prêmio | Categorias Indicadas                        |
| ------ | ------------------------------------------- |
| Oscar  | Melhor Trilha Sonora Melhor Gravação de Som |